# Elettrotreno DB 481
Gli elettrotreni 481 della Deutsche Bahn sono una serie di elettrotreni progettati per l'esercizio sulla S-Bahn di Berlino.

## Storia
Gli elettrotreni serie 481 furono progettati agli inizi degli anni novanta per assorbire l'aumento di traffico determinatosi sulla S-Bahn di Berlino in seguito alla riunificazione tedesca, e per consentire l'accantonamento dei treni più vecchi delle serie 475, 476 e 477, risalenti in gran parte all'anteguerra.
Ordinati nel 1993 per le prime 100 unità binate, e nel 1995 per ulteriori 400 unità, vennero consegnati dal 1996 al 2004.

## Composizione
I treni sono composti a partire da un complesso composto di due motrici, una con cabina (serie 481) e una senza (serie 482). Tale coppia, inscindibile, viene detta Viertelzug ("quarto di treno") ed è la base sulla quale vengono composti i treni in servizio regolare:
- due Viertelzug (481+482 + 482+481) compongono un Halbzug ("mezzo treno");
- tre Viertelzug (481+482 + 482+481 + 482+481) compongono un Dreiviertelzug ("tre quarti di treno");
- quattro Viertelzug (481+482 + 482+481 + 481+482 + 482+481) compongono un Vollzug ("treno intero").